# Mărășești
Mărășești là một thị xã thuộc hạt Vrancea, România. Dân số thời điểm năm 2002 là 11854 người.